# چوناخالی غربی
چوناخالی غربی (به لاتین: West Chunakhali) یک منطقهٔ مسکونی در بنگلادش است که در ناحیه برگونه واقع شده‌است.